# 王子製鉄
王子製鉄株式会社（おうじせいてつ、英文社名 Oji Steel Co., Ltd. ）は、平鋼を主力とする鉄鋼メーカー（電気炉メーカー）である。日本製鉄グループの企業。

## 概要
電気炉を持ち鉄スクラップを主原料として鋼を製造する、電気炉メーカーと呼ばれる鉄鋼メーカーである。条鋼の一種で長方形の断面を持つ平鋼や、正方形の断面を持つ角鋼を製造する。群馬県太田市にある群馬工場が拠点。本社は東京都中央区にある。
前身は理研グループの企業である。大同特殊鋼の前身・大同製鋼に統合された後1956年（昭和31年）に再独立し、王子製鉄が発足した。そのため長らく大同特殊鋼の傘下であったが、2007年（平成19年）に親会社が大同特殊鋼から新日本製鐵（現・日本製鉄）へ移行した。

## 沿革
- 1956年（昭和31年）5月 - 大同製鋼（現・大同特殊鋼）王子工場の単圧部門が独立し、王子製鉄株式会社設立。
- 1970年（昭和45年） - 群馬工場を建設。電気炉メーカーに転換。
- 1978年（昭和53年） - 平鋼専業に転換。
- 2007年（平成19年）11月 - 新日鉄が大同特殊鋼から株式を取得し出資比率を7.2%から42.8%に引き上げ、持分法適用関連会社とする。12月には出資比率を51.5%に高め、連結子会社化。